# Ylöjärvi kyrka
Ylöjärvi kyrka (finska: Ylöjärven kirkko) är en kyrkobyggnad i Ylöjärvi i Finland. Den är församlingskyrka i Ylöjärvi församling inom Evangelisk-lutherska kyrkan i Finland.
Den nuvarande kyrkobyggnaden, en korskyrka i trä med ett torn vid västra gaveln, ritades av Anders Fredrik Granstedt och invigdes första advent 1850. Den ligger på samma plats som en tidigare kyrka, som förstördes i en brand 1842. Kyrkan är omgiven av en kyrkogård. Den närliggande prästgårdens huvudbyggnad uppfördes 1860.
Under sommaren fungerar kyrkan som vägkyrka.

## Inventarier
- Altartavlan av Robert Wilhelm Ekman införskaffades 1870.[1]
- Orgeln tillverkades av Kangasala orgelbyggeri 1990. Den ersatte en tidigare 10-stämmig orgel från 1886.[1]